# Lonkafalva
Lonkafalva (románul: Borleasa) település Romániában, Erdélyben, Beszterce-Naszód megyében.

## Fekvése
Bethlentől északra fekvő település.

## Története
Lonkafalva nevét 1597-ben említette először oklevél Lonka néven.
1608-ban Borlaza Berlaza alias Lonkafalva, 1703-ban Borlásza, 1733-ban Borlyásza, 1760–1762 között Lonkafalva, 1808-ban Borlyásza, 1888-ban Borlásza (Borlyászá), 1913-ban Lonkafalva néven írták.
A trianoni békeszerződés előtt Szolnok-Doboka vármegye Bethleni járásához tartozott.
1910-ben 515 lakosából 11 német, 504 román volt. Ebből 504 görögkatolikus, 11 izraelita volt.